# Notfunk
Als Notfunk (oder auch Katastrophenfunk) bezeichnet man den Funkbetrieb, mit dem Funkamateure im Rahmen ihrer Kommunikationsmöglichkeiten in Not- und Katastrophensituationen Hilfe leisten. Funkamateure unterstützen dann Hilfsorganisationen und andere Behörden und Organisationen mit Sicherheitsaufgaben (BOS), oder leiten empfangene Notrufe an diese weiter.

## Allgemeines
Der Amateurfunkdienst ist ein internationaler Funkdienst gemäß der Vollzugsordnung für den Funkdienst (VO Funk).
In Deutschland sagt § 2 Nr. 2 des Amateurfunkgesetzes aus: „Im Sinne dieses Gesetzes ist Amateurfunkdienst ein Funkdienst, der von Funkamateuren untereinander, zu experimentellen und technisch-wissenschaftlichen Studien, zur eigenen Weiterbildung, zur Völkerverständigung und zur Unterstützung von Hilfsaktionen in Not- und Katastrophenfällen wahrgenommen wird. Der Amateurfunkdienst schließt die Benutzung von Weltraumfunkstellen ein. Der Amateurfunkdienst und der Amateurfunkdienst über Satelliten sind keine Sicherheitsfunkdienste …“. § 16 der Amateurfunkverordnung führt zu den technischen und betriebliche Rahmenbedingungen für Amateurfunkstellen weiter aus: „...der Gebrauch internationaler Not-, Dringlichkeits- und Sicherheitszeichen des See- und Flugfunkdienstes ist nicht zulässig...“. Damit scheidet z. B. der Gebrauch des Notzeichens MAYDAY im Amateurfunkdienst aus.
Von jeher haben Funkamateure weltweit ihre Gerätschaften und ihr Wissen für Hilfeleistungen zur Verfügung gestellt. Für Notrufe, bei Naturkatastrophen, in Entwicklungsländern, bei Kriegen, dringend benötigten Medikamenten, Seenotfällen. Gleichgültig bei welcher Krisenlage, Funkamateure sind bei einem Ausfall der kommerziellen Telekommunikationsnetze weltweit oft die ersten, die wieder Kontakt zur Außenwelt herstellen können.
Um eine interkontinentale Funkverbindung auf Kurzwelle aufzubauen, reichen – neben den nötigen Kenntnissen über die Ausbreitungsbedingungen – einige Meter Draht als Antenne (notfalls zwischen Trümmern und Bäumen gespannt), eine (Auto-)Batterie oder Solarzelle, ein (selbst gebautes) Funkgerät mit rund 1 bis 5 W Sendeleistung und eine Morsetaste oder ein Mikrofon aus. Bei rund zwei Millionen Funkamateuren weltweit, die dank der Zeitverschiebung rund um die Uhr aktiv sind, erreicht man immer jemanden.
Viele Funkamateure nehmen regelmäßig an internationalen Wettbewerben (Fielddays) teil, wo es darum geht, unabhängig vom Stromnetz mit portablen Antennen von der grünen Wiese aus innerhalb von 24 Stunden so viele internationale Funkverbindungen wie möglich, mit größtmöglicher Distanz zu tätigen. Funkamateure tragen auch ohne offizielle Anforderung in Krisensituationen dazu bei, Kommunikationsnetze zu errichten und zu betreiben. Genau wie jeder andere sind auch Funkamateure zur Hilfeleistung verpflichtet, dazu gehört auch das Absetzen oder Weiterleiten von (empfangenen) Notrufen.
Hochwasser, Erdbeben, Stürme, Großfeuer und andere schwere Katastrophen zerstören und beschädigen fast immer Telekommunikationseinrichtungen oder überlasten diese durch massiv gesteigerte Inanspruchnahme. Dabei ist es irrelevant, ob die Technik neu oder alt ist. Ohne die entsprechende Infrastruktur und ohne Strom- und Telefonleitungen funktioniert sie nicht mehr. Besonders hier zeigt sich die Stärke des Amateurfunks. Funkamateure betreiben ihre Station unabhängig von einer Infrastruktur. Sie verfügen regional und länderübergreifend über zahlreiche Kontakte und leisten damit einen der wichtigsten Beiträge bei der Unterstützung von Behörden und Hilfsorganisationen in der Notfallkommunikation.
Ein großer Vorteil des Amateurfunkdienstes sind hierbei weltweit zugewiesene Frequenzbereiche. Somit ist eine unkomplizierte, grenzüberschreitende Kommunikation jederzeit möglich, während die Zusammenarbeit verschiedener Hilfskräfte – wie beispielsweise BOS, Bundeswehr, örtliche Energieversorger etc. – schon bei regionalen bzw. nationalen Großschadenslagen immer wieder an den unterschiedlichen Funkdiensten und Frequenzen scheitert.

## Geschichte
Neben der technischen Entwicklung der letzten Jahrzehnte hat sich auch der Notfunk der Funkamateure und seine Bedeutung gewandelt. Funkamateure betrieben bereits mobile Funkanlagen vom Auto aus, während die meisten noch nicht einmal ein Autoradio besaßen. Sie gehörten damals zu den Privilegierten, die mobil kommunizieren konnten, lange bevor es CB-Funk oder gar Mobilfunknetze gab.
Spätestens seit den späten 1990er Jahren ist es durch den besseren Netzausbau der D- und E-Netze sowie den Kosteneinbruch auf dem Mobilfunkmarkt heute für jedermann selbstverständlich, ein Mobiltelefon bei sich zu tragen und sich in der Sicherheit zu wiegen, jederzeit einen Notruf absetzen zu können. Die Feststationen in den Mobilfunknetzen sind aber überwiegend nur kurzzeitig gegen Ausfall der Netzstromversorgung gesichert. Die verbleibenden Basisstationen sind dann schnell überlastet, Handys sind deshalb bei einem längeren Stromausfall nutzlos. Funkamateure können jedoch auch dann noch Notrufe mit ihren mobilen und portablen Geräten weiterleiten. Auch heute noch haben CB-Funk und Amateurfunk zum Absetzen von Notrufen den Vorteil gegenüber Mobiltelefonen, dass sie auf Frequenzen mit besseren Ausbreitungsbedingungen arbeiten und somit auch Verbindungen unter Umständen herstellen können, wenn Mobiltelefone keine Basisstation mehr erreichen können.
Jahrzehntelang nutzten Hilfsorganisationen und Entwicklungshelfer den internationalen Amateurfunkdienst zur zuverlässigen Nachrichtenübertragung. Bei den Hilfsorganisationen setzt man bei internationalen Einsätzen heute auf Satellitentelefone. Ebenfalls nutzen aber auch Korrespondenten der internationalen Presse diese Systeme, sodass teilweise die Hilfsorganisationen auch bei internationalen Hilfseinsätzen wieder auf Funkamateure als Rückfallebene zurückkommen.
Im Jahr 1998 wurde im Übereinkommen von Tampere geregelt, dass in Katastrophenfällen Amateurfunkausrüstung ohne weiteres auch ins Ausland transportiert und dort betrieben werden darf.
Der Deutsche Amateur-Radio-Club (DARC) hat mit dem Landesverband Bayern des Technischen Hilfswerks (THW) am 13. Oktober 2014 einen Kooperationsvertrag geschlossen. Darin wird vereinbart:
- die Unterstützung des DARC für das THW durch die Herstellung von drahtlosen Fernmeldeverbindungen soweit andere Fernmeldeverbindungen nicht oder nicht ausreichend zur Verfügung stehen
- zur Vorbereitung auf eventuelle Unterstützungseinsätze werden gemeinsame Ausbildungsveranstaltungen und Funkübungen durchgeführt

## Notfunkfrequenzen
Ausgewiesene und durch internationales Recht verbindlich vereinbarte Notruffrequenzen wie bei den Sicherheitsfunkdiensten (Flugfunkdienst und Seefunkdienst), die ständig von den für Suche und Rettung zuständigen Organisationen abgehört werden, existieren im Amateurfunkdienst nicht. Grundsätzlich ist jede Funkfrequenz, auf der ein Notruf empfangen wird, von den anderen Frequenznutzern für den sich anschließenden Notverkehr freizuhalten. Analog gilt auch im Amateurfunkdienst, dass Notfunkfrequenzen von anderen Stationen freigehalten werden.
International sind folgende Notfunkfrequenzen im Amateurfunkdienst empfohlen (Notfunkfrequenzen nach IARU Empfehlung vom 1. Januar 2006).
Kurzwelle (KW)
- 80 m 3760 kHz alle Betriebsarten – Aktivitätszentrum Region 1 Notfunk
- 40 m 7110 kHz alle Betriebsarten – Aktivitätszentrum Region 1 Notfunk
- 20 m 14300 kHz alle Betriebsarten – Aktivitätszentrum weltweiter Notfunk
- 17 m 18160 kHz alle Betriebsarten – Aktivitätszentrum weltweiter Notfunk
- 15 m 21360 kHz alle Betriebsarten – Aktivitätszentrum weltweiter Notfunk
- 11 m 27065 kHz alle Betriebsarten – weltweiter Notfunkkanal 9 CB

Ultrakurzwelle (UKW)
- 2 m 144,260 MHz USB
- 2 m 145,500 MHz FM (S20) – (mobil) Anruf
- 2 m 145,525 MHz FM (S21)
- 2 m 145,550 MHz FM (S22)
- 70 cm 433,500 MHz FM – Anruf international

Zusätzlich hat man in Deutschland, Österreich und der Schweiz noch die folgenden Frequenzen empfohlen:
- 160 m 1873 kHz LSB (Deutschland, Österreich, Schweiz)
- 80 m 3643 kHz LSB (Deutschland, Österreich, Schweiz)
- 40 m 7085 kHz LSB (Deutschland, Österreich, Schweiz)
- 30 m 10138 kHz USB (Deutschland, Österreich, Schweiz)
- 20 m 14180 kHz USB (Deutschland, Österreich, Schweiz)
- 10 m 28238 kHz USB (Deutschland)
- 70 cm 434,000 MHz FM (Deutschland, Österreich, Schweiz)

## Technik

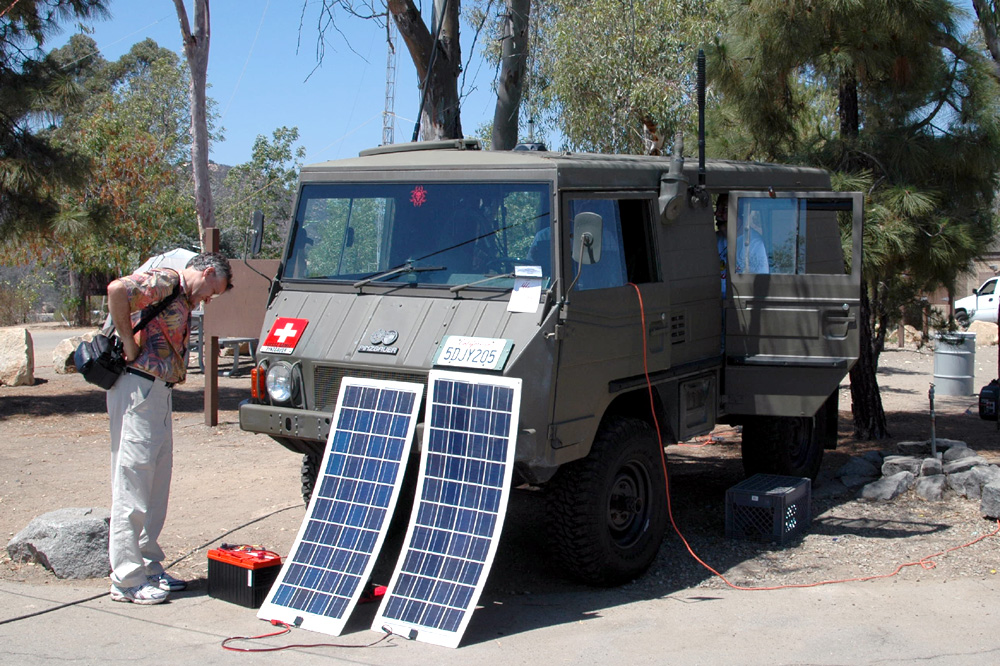
Ausgemusterter Militär-Funkwagen eines Funkamateurs

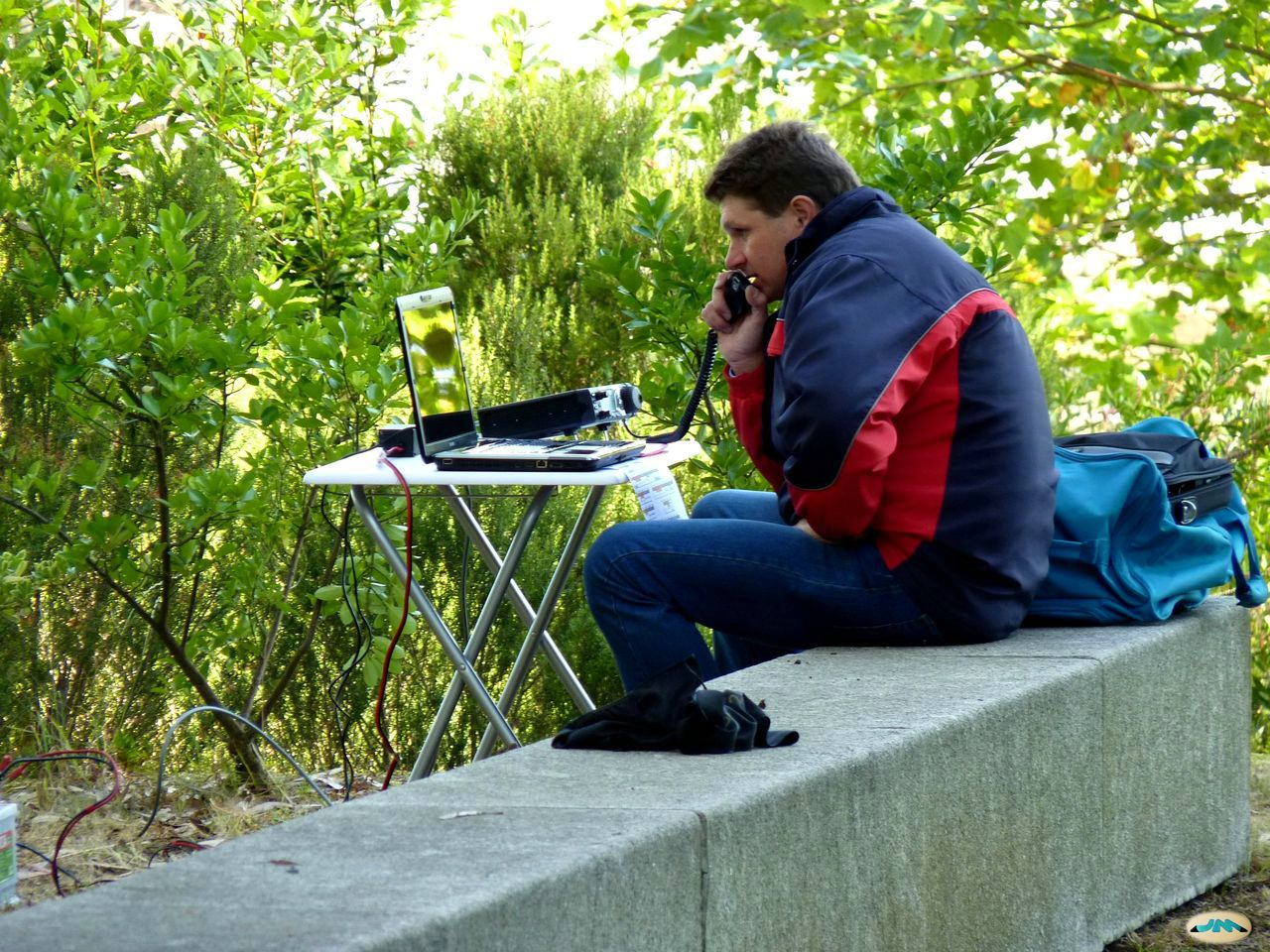
Improvisierter Funkbetrieb mit Autobatterie

Funkamateuren steht eine Fülle von technischen Möglichkeiten zur Krisenkommunikation zur Verfügung.
Dabei handelt es sich immer um unverschlüsselte PMP-Verbindungen (Point to Multipoint, d. h. Punkt zu Mehrpunkt). Der Vorteil ist, dass ausgesendete Nachrichten immer eine Gruppe von Empfängern erreichen – vergleichbar mit einer Telefon-Konferenzschaltung mit beliebig vielen Teilnehmern. Funkdisziplin ist daher sehr wichtig.

### Frequenzen
Ultrakurzwelle UKW
- direkt – lokale Verbindungen
- Amateurfunkrelais oder Transponder – regionale Verbindungen
- Amateurfunksatelliten – interkontinentale Verbindungen
- Echolink-Konferenzserver. Echolink ist ein System, um mittels Internet (VoIP) weltweit UKW-Relais und PCs zu verbinden. Hier gibt es diverse Notfunk-Konferenzserver. Diese Technik ist nicht autark und benötigt funktionierende Internetverbindungen.

Kurzwelle KWHier sind weltweite Verbindungen mit geringer Sendeleistung möglich, vorausgesetzt der Störpegel ist nicht zu groß. Verursacht werden die Störungen unter anderem durch PLC, Breitbandkabel, Plasmabildschirme, unzureichend funkentstörte technische Anlagen wie Motoren etc.
- landesweite Funkverbindungen
- europaweite Funkverbindungen
- weltweite Funkverbindungen

### Betriebsarten
Sprechfunk
- Frequenzmodulation FM
- SSB (Single Side Band) Einseitenbandmodulation

Digitale Betriebsarten
- Morsen CW (continuous wave), ist eine digitale Betriebsart, die jederzeit ohne Hilfsmittel (wie z. B. einen PC) möglich ist.
- WinLink Winlink Global Radio Email Funkbasierter Mailversand in Verbindung mit einem PACTOR, VARA, Winmor, ARDOP, PacketRadio Modem bzw. HAMNET über IP Protokoll.
- VarAC Digitales Echtzeit Chat, Mail und EmComm System in Verbindung mit den VARA Soundkarten Modems mit inzwischen einer stattlichen Nutzerzahl von 80.000 Amateurfunkern. (Stand Juli 2025)
- PACTOR, fehlerfreie, schnelle, TNC basierte Datenübertragung über Kurzwelle
- VARA HF fehlerfreie, schnelles Soundkaten Modem über Kurzwelle oder UKW SSB mittels Soundcard-erzeugtem Signal
- VARA FM fehlerfreie, schnelles Soundkaten Modem über UKW FM
- VARA SAT fehlerfreie, schnelles Soundkaten Modem über Satellit (QO100)
- AMTOR, fehlerfreies, TNC- oder Soundcard-basiertes Amateurfunkfernschreiben (RTTY) mit verhältnismäßig langsamer Datenübertragungsrate
- WINMOR, fehlerfreies Soundkaten Modem über Kurzwelle mittels Soundcard-erzeugtem Signal
- ARDOP, Weiterentwicklung des veralteten WINMOR-Protokolls
- Automatic Link Establishment, ein Protokoll zur Etablierung von Sprach- und Datenkommunikation via Kurzwelle basierend auf der US-amerikanischen technischen Militärnorm MIL-STD-188-141 und  MIL-STD-188-110
- Packet Radio, deutschlandweit betreiben Funkamateure ein engmaschiges Packet-Radio-Netz, ein privates Amateurfunk-Datenfunknetz über viele Knotenpunkte und Richtfunkstrecken unabhängig vom Internet.
- HAMNET, breitbandiger Nachfolger des Packet-Radio-Netzes.
- APRS ist eine spezielle Packet-Radio-Anwendung um Positionsdaten, Wetterdaten und Kurztexte zu übertragen.
- D-STAR Digitalfunk, Sprache und Daten
- DMR Digitalfunk - Europaweit Sprechgruppe 9112 (USA Sprechgruppe 9911) im Brandmeister-Netzwerk[1][2]
- Funkruf, digital via POCSAG im 70-Zentimeter-Band, oder analog mit 5-Ton-Folgeruf meist im 2-Meter-Band, siehe auch Abschnitt „Amateurfunk“ in Funkmeldeempfänger

Bildübertragung
- SSTV (Slow Scan Television): Übertragung von Standbildern, meist in Verbindung mit einem PC
- ATV Amateurfunk-Fernsehen: Übertragung von bewegten Bildern und Ton

## Beispiele für Notfunkaktionen der Funkamateure
In Notfällen, wie etwa bei Schneekatastrophen oder Überflutungen, boten Funkamateure oft die letzte Möglichkeit, die Kommunikation aufrechtzuerhalten, wenn andere Kommunikationsmittel ausfielen.

### 2. Juni 1928 – Nobile-Nordpolexpedition
Bei einer Nordpolexpedition geriet der italienische Polarforscher Umberto Nobile mit dem Luftschiff Italia auf dem Rückweg vom Nordpol in einen Schneesturm und stürzte nördlich von Spitzbergen ab. Einige Überlebende trieben auf einer Eisscholle.
Der russische Funkamateur Nikolai Reinholdowitsch Schmidt empfing mit einem selbstgebastelten Kurzwellenempfänger einen SOS-Ruf der Überlebenden. Eine weltweite Rettungsaktion wurde eingeleitet.
Hierzu gibt es das Hörspiel SOS … rao rao … Foyn – „Krassin“ rettet „Italia“. Der Spielfilm „Das rote Zelt“ (1969), mit Claudia Cardinale, Hardy Krüger, und Mario Adorf als Funker der Nobile-Expedition, stellt die Geschehnisse ausführlich dar.

### 1. Februar 1953 – Flutkatastrophe Niederlande
Während der Flutkatastrophe von 1953 in den Niederlanden brachen durch das Zusammentreffen einer Springflut mit einem schweren Nordweststurm viele Deiche, 150 000 ha Land standen unter Wasser, über 1800 Menschen ertranken.
Die Telefone waren tot, so fand die Kommunikation im Überschwemmungsgebiet ausschließlich über den Amateurfunkdienst auf der Frequenz 3,700 Megahertz in AM statt. Auszug aus einem Artikel der Notzeitung der PZC vom Dienstag, den 3. Februar 1953, „Und als das Telefon schwieg, gab es die Radio-Amateure. Durch sie erfuhr das Land mehr vom Ernst der Lage und der Katastrophe.“
Die Niederlande und Großbritannien reagierten mit der bis heute starken Einbindung von Funkamateuren in den Zivilschutz über die Notfunk-Organisationen RAYNET (Großbritannien) und DARES (Niederlande). 2009 fand in den Niederlanden die EU-Übung FloodEx statt, bei der die Übungslage der Katastrophe von 1953 nachgebildet war. Für Deutschland nahm das THW teil.

### 16. Februar 1962 – Sturmflut in Hamburg
Während der Hamburger Sturmflut 1962 hatten Polizei, Rettungs- und Hilfsdienste ihre eigenen Frequenzbereiche und waren nicht in der Lage, direkt miteinander zu kommunizieren. Funkamateure mit ihren durchstimmbaren Geräten konnten hier einfach aushelfen.
Am Sonntagmorgen wurde im 9. Stockwerk des am Hauptbahnhof gelegenen Bezirksamtes im City-Hochhaus eine Feststation eingerichtet, beim Ortsamt Finkenwerder kamen eine Feststation und bei den beiden anderen Ortsämtern bewegliche Stationen zum Einsatz.
Über 400 Funksprüche weitgehend im 80-Meter-Band wurden im Laufe von 29 Stunden bis zum Montagabend abgesetzt oder empfangen, Hilferufe nach Medikamenten, nach Essen und Ärzten angenommen und weitergeleitet, Telegramme an Angehörige aufgenommen und Nachrichten an andere Behörden und Privatpersonen vermittelt.

### 28. Dezember 1978 – Schneekatastrophe in Norddeutschland
Bei der Schneekatastrophe in Schleswig-Holstein am 31. Dezember 1978, als es zum Ausfall von Strom- und Telefonnetzen kam und sich herausstellte, dass Hilfsorganisationen, Stromversorger, Bundeswehr und die damalige Bundespost aufgrund unterschiedlicher Funksysteme und Frequenzen nicht miteinander kommunizieren konnten, sprangen
Funkamateure mit ihren zum Teil selbstgebauten Geräten in die Bresche und leiteten Nachrichten weiter, besetzten Leitstellen, Werkstattwagen, Hubschrauber und Panzer und ermöglichten die Koordinierung der Einsatzkräfte.

### Juli 1983 – Überschwemmung in Blumenau, Brasilien
Die Stadt Blumenau war über einen Monat lang überschwemmt. Ständig neue Regenfälle sorgten dafür, dass der Pegel des Flusses Itajaí immer wieder anstieg. In der hochwassererfahrenen Stadt rechnete niemand mit einem Höchststand von 15,3 Metern. Ortsteile, die zuerst als hoch genug und sicher galten, wurden überflutet. Strom- und Telefonnetz brachen zusammen, es gab kein Trinkwasser und keine Lebensmittel. Funkamateure bauten ein Notfunknetz auf und stellten die Kommunikation sicher, dadurch wurde eine Koordinierung der Hilfsmaßnahmen erst möglich. Die starke Strömung und mitgerissene Bäume, Häuser und Autos machten Evakuierungsmaßnahmen mit Booten unmöglich, Hubschrauber waren das einzige Transportmittel.
Diese Überschwemmung der Stadt Blumenau, Santa Catarina in Brasilien und der Notfunk der Funkamateure wird im Buch „Ein Tal ruft um Hilfe“ dokumentiert.

### 19. September 1985 – Erdbeben in Mexiko-Stadt
In den ersten Tagen nach dem schweren Erdbeben in der Millionenstadt Mexiko-Stadt war Amateurfunk die einzige Verbindungsmöglichkeit vom und ins Ausland.

### 28. August 1988 – Flugzeugabsturz in Ramstein
Als nach dem Unglück bei der Flugschau in Ramstein das Telefonnetz zusammenbrach, setzten Funkamateure über mobile und portable Stationen Notrufe ab, leiteten Nachrichten weiter, organisierten dringend benötigte Blutkonserven und überbrachten Angehörigen Nachrichten von Überlebenden.

### 7. Dezember 1988 – Erdbeben in Armenien
Das nördliche Armenien wurde morgens um 11:41 Uhr von einem schweren Erdbeben erschüttert, Wert 6,8 auf der Momenten-Magnituden-Skala. Die Stadt Spitak mit 60.000 Einwohnern wurde dem Erdboden gleichgemacht, 25.000 Menschen starben. Andere Städte und Dörfer waren ebenfalls schwer betroffen. Sowjetische Funkamateure nahmen sofort Notfunkverbindungen in andere Teile des Landes auf. Das Technische Hilfswerk THW entsendete eine Spezialeinheit, darunter auch einen Funkamateur, der Verbindungen zur Einsatzleitung und nach Deutschland aufnahm. Das Deutsche Rote Kreuz (DRK) installierte in Armenien ein umfangreiches Kurzwellenfunknetz mit drei ortsfesten Stationen (Jerewan, Stepanavan und Leninakan) und stattete mehrere Einsatzfahrzeuge mit mobilen Kurzwellenanlagen aus. Über diese Anlagen wurde über einen Zeitraum von fast sechs Monaten die Verbindung zur Kurzwellenstation des DRK in Meckenheim-Merl – vorwiegend in der Betriebsart AMTOR – gehalten. Der Betrieb wurde über die komplette Zeit durch DRK-Kurzwellenfunker, die häufig auch Funkamateure sind, aufrechterhalten.

### 23. Februar 1999 – Lawinenunglück in Galtür
Beim Lawinenunglück in Galtür im österreichischen Tirol brach das Handy- und Telefonnetz zusammen. Die Zufahrt nach Galtür war wegen Lawinengefahr gesperrt. Viele Urlauber waren dort mit den Dorfbewohnern eingeschlossen. Um die Verbindung nach außen sicherstellen zu können, wurde am Abend eine Funkschiene über Amateurfunk hergestellt, zunächst über 80 m, etwas später auch über das Zugspitzrelais auf 70 cm, über drei Tage lief der Notfunkverkehr über das Zugspitzrelais.

### 11. September 2001 – Anschläge auf das World Trade Center
Nach Überlastung und Ausfall von Telefon und Internet infolge des Terroranschlags am 11. September 2001 wurde unter anderem auch der Siemens-Standort in Iselin, New Jersey abgeschnitten. Der deutsche Krisenstab bei Siemens erhielt Informationen über eine Amateurfunkstation von Siemens-Mitarbeitern in Deutschland, von wo aus eine Funkverbindung unter anderem zur New Yorker Niederlassung aufgebaut wurde.

### 14. August 2002 – Elbehochwasser Deutschland
Bei Evakuierungen im Bereich Bitterfeld wurde der Betreuungszug vom DRK Bernburg angefordert. Mit im Team waren sechs Funkamateure, die ihre privaten Funkgeräte mit in den Einsatz brachten. Der BOS-Funk war komplett überlastet und die Handynetze waren nicht brauchbar. Zwischen den vier Evakuierungsstellen, die teilweise mehrere Kilometer auseinander lagen, wurde die Kommunikation fast ausschließlich über das Amateurfunkrelais DB0WOF in Wolfen durchgeführt.

### 26. Dezember 2004 – Seebeben im Indischen Ozean

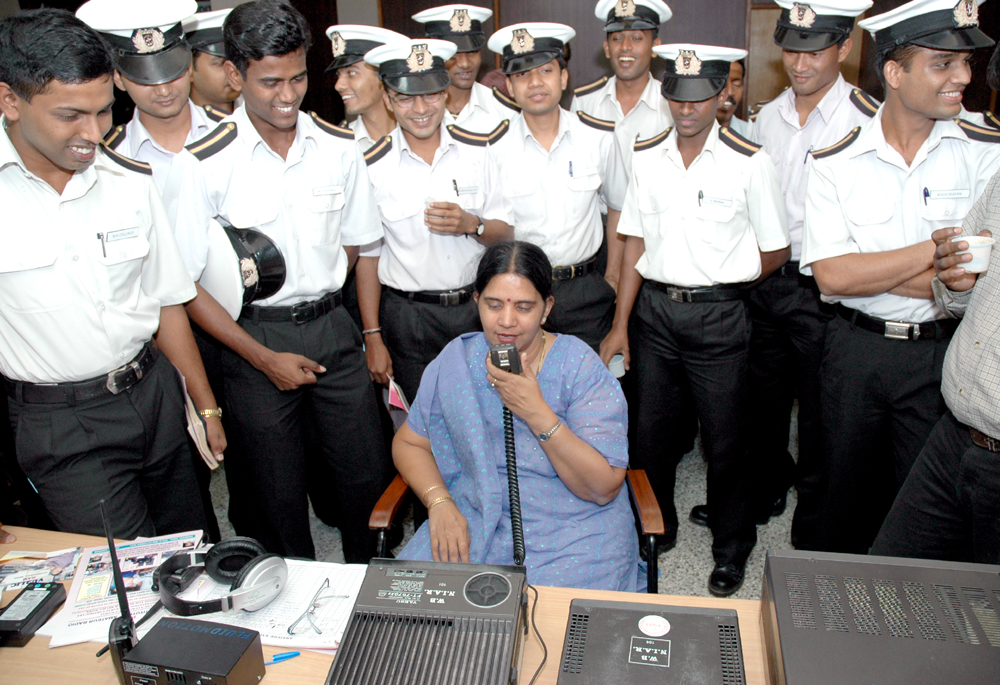
Die durch ihre Notfunk-Aktivitäten bekannt gewordene indische Amateurfunkstation VU4RBI einige Tage vor der Tsunami-Katastrophe 2004.

Bei der Flutwelle, die dem Erdbeben folgte, stellten Funkamateure, die gerade zu einer DXpedition in dem Gebiet waren, ihre Funkgeräte zur Verfügung. Mit Hilfe herkömmlicher Autobatterien und einfacher Dipolantennen wurden Funkstationen errichtet und eine direkte Verbindung zum Katastrophenstab eingerichtet. Während der ersten beiden Tage nach dem Beben war der Amateurfunk die einzige Möglichkeit, Freunde und Angehörige auf dem indischen Festland zu informieren.

### 23. August 2005 – Hurrikan Katrina
Die Funkamateure, die sich in dem Salvation Army Team Emergency Radio Network (SATERN) und im West Gulf ARES Emergency Net zusammengeschlossen haben, stellten mit ihren Amateurfunkstellen zusätzliche Kommunikationswege während des Hurrikan Katrina zur Verfügung, um zügigen Informationsfluss zu ermöglichen. Tagsüber wurden die Frequenzen 7,285 und 14,265 MHz und abends die Frequenzen 3,873 und 14,265 MHz benutzt. Die sonst üblichen UKW-Frequenzen waren wegen des großflächigen Stromausfalls nicht zu gebrauchen, da die Reichweite nicht ausreicht und die Relaisstationen dem Stromausfall zum Opfer gefallen waren. So blieb nur, auf die Kurzwelle auszuweichen. Bis zu tausend Funkamateure waren täglich an diesen Funknetzen beteiligt und stellten kontinuierlichen Betrieb (24 h, 7 Tage) sicher.

### 10. Januar 2010 – Erdbeben in Haiti
Unmittelbar nach Bekanntwerden des Erdbebens riefen die IARU und Amateurfunk-Dachverbände alle Funkamateure dazu auf, die Notfunkfrequenzen (IARU Region 2) frei zu halten und abzuhören. Strom- und Telefonnetz waren durch das Beben weitgehend zerstört worden. In Haiti gibt es nur recht wenige Funkamateure; dennoch konnten Überlebensmeldungen und Hilferufe empfangen und weitergeleitet werden. Auch Hilfsorganisationen, die nach Haiti unterwegs waren, setzten auf Amateurfunk, da durch die große Anzahl der Helfer die Satellitentelefonverbindungen überlastet waren.

### März 2011 – Erdbeben und Tsunami in Japan
Nach dem Tōhoku-Erdbeben 2011 gab es Anfangs noch keine Informationen darüber, ob ein Notfunknetz aufgebaut werden würde, jedoch wurde seitens der IARU darum gebeten die Notfunkfrequenzen der IARU Region 3 auf allen Bändern freizuhalten. Bereits davor wurden jedoch von den GAREC-Vorgaben (Global Amateur Radio Emergency Conference, dt. weltweite Amateurfunk-Notfunkkonferenz) abweichende Notfunkfrequenzen bekanntgegeben. Am ersten Tag nach dem Erdbeben, am 12. März, wurde bekannt, dass Telekommunikation weder über das Mobilfunk- noch Festnetz möglich war, da das Erdbeben zum Kollabieren der Verbindungen führte. Hinzu kam die Nachricht über den Zusammenbruch des Stromnetzes in einigen Teilen Japans. Vom japanischen Funkamateur Icko Suzuki, JA1BPA wurde vermeldet, dass der Notfunkbetrieb in Japan regulär auf dem 40-Meter- und 2-Meter-Band durchgeführt werden würde. Von der Station JA7RL im JARL-Hauptquartier (Japan Amateur Radio League, dt. japanische Amateurfunk-Liga) in Tokio wurde am 13. März verlautbart, dass sie mit der Koordination der Krisenkommunikation begonnen habe. Dies würde auch von vielen anderen Headquarters-Stationen (regionale Leitstellen) in den Krisengebieten unterstützt. Alle gesammelten Informationen wurden an JA7RL übermittelt und nach Möglichkeit im Internet veröffentlicht. Der Regionalleiter von Osaka, JR3QHQ übernahm z. B. auf der Frequenz 7.043 kHz die Leitung. Von JL3YSP in Wakayama wurde die dortige Kommunikation auf 7075 kHz betreut. Viele weitere Stationen richteten sich in den Behelfsunterkünften ein, um in den weniger betroffenen Gebieten, in welchen der Strom abgestellt wurde, die Kommunikation aufrechtzuerhalten.

### Dezember 2011 – Sturmtief Dagmar, Skandinavien
Nachdem Sturmtief Dagmar über Skandinavien gezogen war, waren rund 270.000 Schweden und Norweger von Stromausfällen und zusammengebrochenen Kommunikations und Stromleitungen betroffen. Rund 5.000 Funkamateure in Skandinavien nahmen den Notfunkbetrieb auf bzw. hielten sich in Bereitschaft.

### Mai 2012 – Erdbeben der Stärke 6,0 in Norditalien
Unmittelbar nach ersten Erdbeben in Emilia-Romagna am 20. Mai 2012 nahmen Funkamateure der nationalen Notfunk- und Freiwilligengruppe RNRE den Notfunkbetrieb auf, bis die kommerziellen Netze provisorisch wiederhergestellt wurden.
Durch starke Nachbeben am 29. Mai 2012 wurden die Telefonnetze in vielen Städten erneut gestört und der Notfunkbetrieb wieder aufgenommen, auf Kurzwelle 7,060 MHz und VHF 145,200 MHz.

## Organisierte Hilfe der Funkamateure

### Deutschland
Einige Funkamateure haben sich in Deutschland zusammengeschlossen, um Hilfe über den Amateurfunk zu organisieren.
Einige Beispiele sind
- Deutscher Amateur-Radio-Club e. V., Referat Not- und Katastrophenfunk
- Intermar Amateur-Seefunk e. V.
- Notfunk-Deutschland e. V.
- Arbeitsgemeinschaft Not- und Krisenkommunikation
- Arbeitsgemeinschaft Not- und Krisenkommunikation – Regionalverband Nord
- Notfunk Ruhr
- Notfunk-Team Wuppertal

### Organisierte Notfunkorganisationen

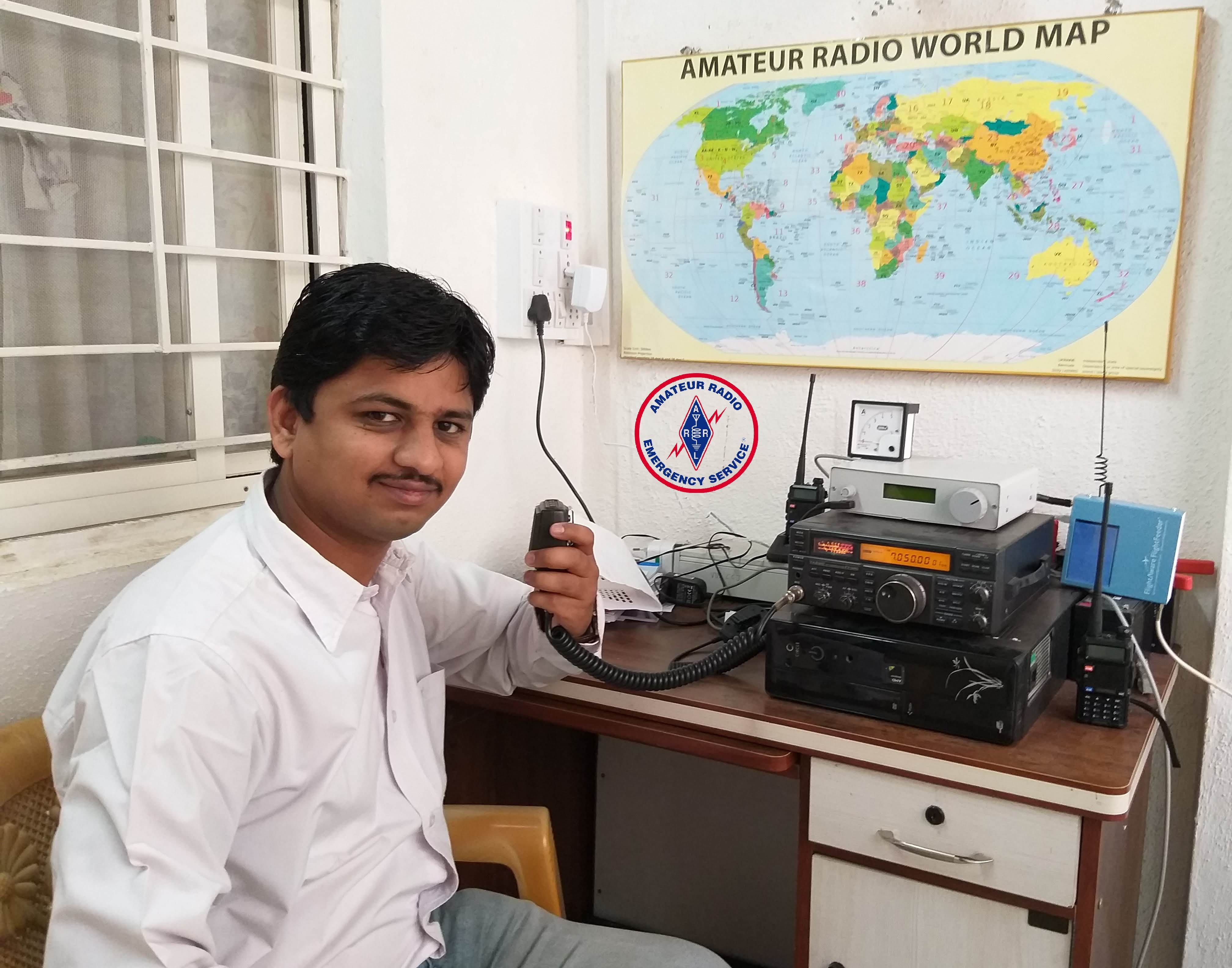
Funkamateur an seiner Station. Mitten an der Wand ist das Logo der amerikanischen Notfunkorganisation ARES zu sehen.

In vielen Ländern sind Funkamateure in die nationalen Zivilschutzbehörden fest eingebunden. Beispiele sind:
- Frankreich: FNRASEC (Fédération nationale des radioamateurs au service de la sécurité civile)
- Großbritannien: RAYNET
- Italien: R.N.R.E. (Raggruppamento Nazionale Radiocomunicazioni in Emergenza)
- Niederlande: DARES (Dutch Amateur Radio Emergency Service)
- Russland: RAS, Радиолюбительская аварийная служба (Radio Amateur Emergency Service)
- Schweiz: USKA (Union Schweizerischer Kurzwellen-Amateure)
- Türkei: TRAC
- Österreich: A.R.E.N.A. (Amateur Radio Emergency Network Austria)
- USA und Kanada: Amateur Radio Emergency Service (ARES) im National Traffic System (NTS) und Salvation Army Team Emergency Radio Network (S.A.T.E.R.N.)
- weltweit: GAREC-Konferenzen der International Amateur Radio Union

## Übungen und Zusammenarbeit mit Hilfsorganisationen
Neben lokalen Aktivitäten findet zweimal im Jahr eine weltweite Notfunkübung der IARU statt, Global Simulated Emergency Test (Global SET) jeweils im Mai und November. Außerdem gibt es im Juni und September einen weltweiten IARU-Fieldday. Bei dieser speziellen Form eines Amateurfunkwettbewerbs geht es darum, ohne festen Stromanschluss mit tragbaren Stationen und Antennen von der Wiese bzw. vom Feld aus zu funken.
Darüber hinaus gibt es internationale Notfunkübungen über Amateurfunksatelliten Satellite Simulated Emergency Test (SSET) mit dem Ziel, Sprache und Daten (APRS/E-Mail) über Amateurfunksatelliten zu versenden und den Empfang zu bestätigen. Es gibt außerdem Planungen für einen geostationären Amateurfunk-Satelliten für Notfunk „AMSAT EmComm!“ Ein weiteres internationales Projekt ist Young Helpers on the Air (YHOTA), jeweils am zweiten Maiwochenende und am letzten Samstag im September, ein internationales Treffen der Jugendgruppen der Hilfsorganisationen und Schulsanitätsdienste auf den Amateurfunkbändern.
Viele Funkamateure unter den BOS-Angehörigen haben sich in der Interessengemeinschaft Funkamateure in Hilfsorganisationen (IG-FiH) zusammengeschlossen. Hier findet man auch viele Amateurfunk-Clubstationen der BOS. In einigen Orten gibt es Notfunkgruppen des DARC oder des VFDB sowie der oben aufgeführten Vereine, die bei Übungen regelmäßig mit den BOS zusammenarbeiten. Früher waren diese Notfunkgruppen im Rahmen des ZS Katastrophenschutzes weit verbreitet, wurden aber nach der Wiedervereinigung und dem Ende des Kalten Krieges in den 1990er Jahren aufgelöst.
Informationen über Notfunkgruppen und Termine von Notfunkübungen werden organisationsübergreifend im Notfunkforum gesammelt.

## Rotes Kreuz

### Weltweit

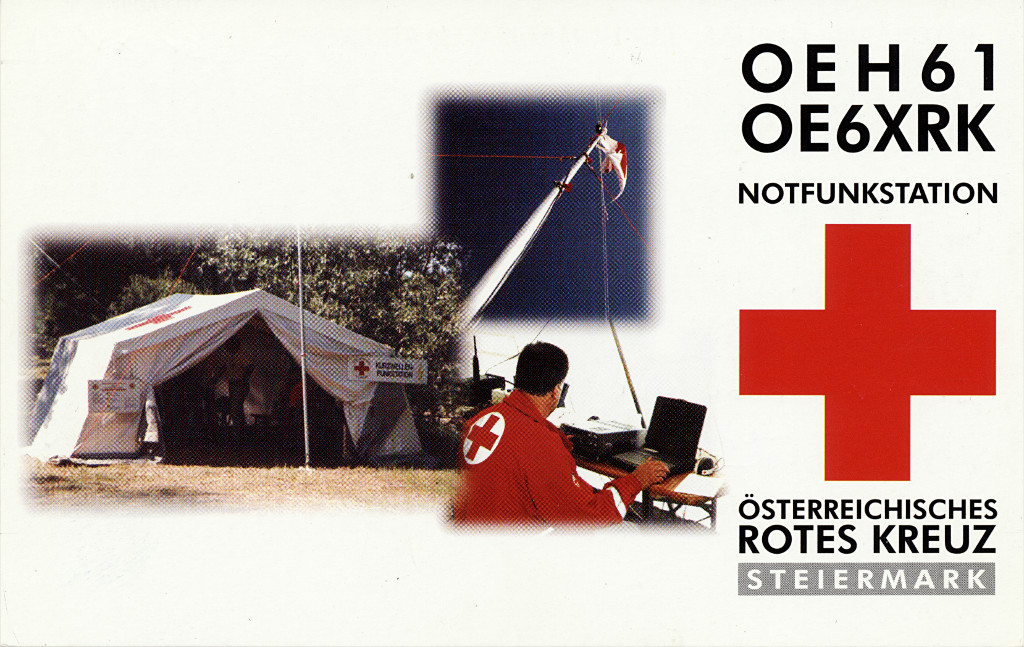
Amateurfunkstation des ÖRK, 2001

Das Internationale Rote Kreuz betrieb bis 2011 ein weltweites Kurzwellenfunknetz mit der Hauptfunkstelle in Versoix (Nähe Genf) in der Schweiz (Rufzeichen HBC88) sowie zur internen Kommunikation nationaler Gesellschaften. Die dem Roten Kreuz zugewiesenen Frequenzen liegen meist den Amateurbändern unmittelbar benachbart. Als Betriebsart wurde häufig AMTOR oder PACTOR benutzt.
Internationale Rufzeichen:
- DEK24 Deutsches Rotes Kreuz
- HBC88 IKRK Hauptfunkstelle Versoix
- HB8GVA IKRK Genf
- OEH310 Österreichisches Rotes Kreuz
- PGA88 Niederländisches Rotes Kreuz, Heemstede
- TMC88 Französisches Rotes Kreuz, Generalsekretariat, Paris

### Deutschland
In Deutschland waren im Rahmen des DRK-Hilfszuges über (West-)Deutschland verteilt Kurzwellenfunkstationen bei den DRK-Landesverbänden eingerichtet, die vor Ort von der Kommunikationsgruppe der jeweiligen Hilfszugabteilung betrieben wurden. Die Funkstelle des DRK-Bundesverbandes (DEK88) befand sich jahrzehntelang in Meckenheim-Merl bei Bonn, dem Standort der ehemaligen Bundesschule des DRK. Mit der endgültigen Schließung des Standortes 2006 wurde die Station ins DRK-Generalsekretariat nach Berlin verlegt. Nach Auflösung des DRK-Hilfszuges betrieben einige Landesverbände die Kurzwellenstation in eigener Regie weiter.
Im Jahr 2010 wurde ein neues Kurzwellenfunknetz errichtet. Dieses DRK – HF-Net ist als Rückfallebene für die Kommunikation zwischen dem Generalsekretariat des DRK in Berlin und den Geschäftsstellen der DRK-Landesverbände konzipiert.
Hierzu stehen mehrere BOS-KW-Frequenzen (außerhalb der Amateurfunk-Bänder) zur Verfügung. Die primäre Betriebsart ist PACTOR unter Verwendung einer zusätzlichen Verschlüsselung. Ähnlich dem WinLink-System werden E-Mails mit Dateianhängen über Peer-to-Peer (P2P)-Verbindungen direkt von PC zu PC oder über ein HF-Gateway mit Internetanbindung übertragen. Über einen automatisierten Phone Patch ist außerdem „Telefonie“ ins öffentliche Telefonnetz möglich. Die Betriebsart Phonie findet nur in Ausnahmefällen Verwendung.
Rufzeichen im DRK – HF-Net:
- DEK2310  LV Berliner Rotes Kreuz
- DEK24    LV Westfalen-Lippe
- DEK25    LV Baden-Württemberg
- DEK26    LV Nordrhein
- DEK27    LV Niedersachsen
- DEK28    LV Hessen
- DEK29    LV Rheinland-Pfalz
- DEK30    LV Schleswig-Holstein
- DEK31    LV Bayerisches Rotes Kreuz
- DEK3110  LV Bayerisches Rotes Kreuz (mobil)
- DEK3210  LV Bayerisches Rotes Kreuz (Wasserwacht – mobil)
- DEK3310  LV Hamburg
- DEK34    LV Bremen
- DEK3510  LV Saarland
- DEK36    LV Badisches Rotes Kreuz
- DEK3710  LV Oldenburg
- DEK38    LV Brandenburg
- DEK39    LV Mecklenburg-Vorpommern
- DEK40    LV Sachsen
- DEK41    LV Sachsen-Anhalt
- DEK42    LV Thüringen
- DEK77    Bundesverband (Gateway)
- DEK7710  Bundesverband (mobil)
- DEK88    Bundesverband (Generalsekretariat)
- DEK8810  Bundesverband (Generalsekretariat) (mobil)
- DEK8812  Bundesverband (FüLZ) (mobil)

#### Amateurfunkgruppen und -stationen des Deutschen Roten Kreuzes
- DN0TEL Notfunk-Deutschland e. V. Kooperationspartner des DRK-LV Hessen
- DL0BRK Landesfachdienst IuK, Bayerisches Rotes Kreuz
- DL0RKP DRK Peine
- DR2K DRK Peine
- DB0DRK DRK Burgdorf
- DA0DRK Bereitschaft Morsbach
- DD0DRK DRK-Fernmeldebereitschaft Landesverband Sachsen-Anhalt
- DF0RT  DRK-Ortsverein Fellbach Fernmeldedienst
- DR0K/DB0JRK Jugendrotkreuz Fürth
- DL0JRK Deutsches Jugendrotkreuz[7]
- DL0DRK Fernmeldegemeinschaft des DRK Dortmund
- DR1K Wasserwacht Bayern
- DK0RK DRK-Landesverband Westfalen-Lippe[8]
- DL0RZ DRK-Landesverband Berlin[8]
- DK0NOT DRK OV Bad Schwalbach IuK Einheit

### Österreich
Das ÖRK betreibt auch heute noch ein Kurzwellenkommunikationsnetz, das zur internen Kommunikation und zur Verbindung zu anderen BOS aus dem SKKM dient, wenn andere Kommunikationswege nicht mehr erfolgreich sind.
- OEH310 Österreichisches Rotes Kreuz, Generalsekretariat, Wien
- OEH320 Österreichisches Rotes Kreuz, LV Niederösterreich, Tulln; sowie die Mobilstation OEH3201
- OEH330 Österreichisches Rotes Kreuz, LV Wien; Mobilstation OEH3301
- OEH41 Österreichisches Rotes Kreuz, LV Burgenland, Eisenstadt; Mobilstation OEH4101
- OEH51 Österreichisches Rotes Kreuz, LV Oberösterreich; Mobilstation OEH5101
- OEH56 Österreichisches Rotes Kreuz, LV Salzburg, Salzburg; Mobilstation OEH5601
- OEH61 Österreichisches Rotes Kreuz, LV Steiermark, Graz, Stationsstandort Laubegg; Mobilstation OEH6101
- OEH71 Österreichisches Rotes Kreuz, LV Tirol, Innsbruck; Mobilstation OEH7101
- OEH81 Österreichisches Rotes Kreuz, LV Kärnten; Mobilstation OEH8101
- OEH91 Österreichisches Rotes Kreuz, LV Vorarlberg, Feldkirch; Mobilstation OEH9101
- OEK9101 Support Unit Austria

#### Amateurfunkstationen des Österreichischen Roten Kreuzes
- OE1XXK ÖRK Generalsekretariat
- OE1XRK ÖRK LV Wien
- OE2XRK ÖRK LV Salzburg
- OE3XRK ÖRK LV Niederösterreich
- OE4XRK ÖRK LV Burgenland
- OE5XRK ÖRK LV Oberösterreich
- OE6XRK ÖRK LV Steiermark
- OE7XRK ÖRK LV Tirol
- OE8XRK ÖRK LV Kärnten
- OE9XRK ÖRK LV Vorarlberg

Quelle: Rufzeichenliste des BMVIT

### Frankreich
- F6KCR  Französisches Rotes Kreuz